# Curtis Edwards
Curtis Edwards (sinh ngày 12 tháng 1 năm 1994) là một cầu thủ bóng đá người Anh thi đấu cho Östersunds FK ở vị trí tiền vệ.

## Sự nghiệp câu lạc bộ
Edwards gia nhập Östersund vào mùa hè năm 2016 từ Ytterhogdal.

## Thống kê
Tính đến 30 tháng 11 năm 2017
| Câu lạc bộ          | Mùa giải            | Hạng đấu            | Giải vô địch | Giải vô địch | Cúp bóng đá Thụy Điển | Cúp bóng đá Thụy Điển | Khác    | Khác      | Tổng cộng | Tổng cộng |
| Câu lạc bộ          | Mùa giải            | Hạng đấu            | Số trận      | Bàn thắng    | Số trận               | Bàn thắng             | Số trận | Bàn thắng | Số trận   | Bàn thắng |
| ------------------- | ------------------- | ------------------- | ------------ | ------------ | --------------------- | --------------------- | ------- | --------- | --------- | --------- |
| Ytterhogdals IK     | 2015                | Hạng đấu 3          | 10           | 3            | 0                     | 0                     | 0       | 0         | 10        | 3         |
| Ytterhogdals IK     | 2016                | Hạng đấu 3          | 10           | 6            | 1                     | 3                     | 0       | 0         | 11        | 9         |
| Ytterhogdals IK     | Tổng cộng           | Tổng cộng           | 20           | 9            | 1                     | 3                     | 0       | 0         | 21        | 12        |
| Östersunds FK       | 2016                | Allsvenskan         | 12           | 3            | 1                     | 0                     | 0       | 0         | 13        | 3         |
| Östersunds FK       | 2017                | Allsvenskan         | 27           | 3            | 6                     | 1                     | 6       | 1         | 39        | 5         |
| Östersunds FK       | Tổng cộng           | Tổng cộng           | 39           | 6            | 7                     | 1                     | 6       | 1         | 52        | 8         |
| Tổng cộng sự nghiệp | Tổng cộng sự nghiệp | Tổng cộng sự nghiệp | 59           | 15           | 8                     | 4                     | 6       | 1         | 73        | 20        |

## Danh hiệu

### Câu lạc bộ
Östersund
- Cúp bóng đá Thụy Điển: 2016–17